# Иво Лесић
Иво Лесић (Београд, 21. септембар 1955) је хрватски композитор, извршни и музички продуцент, текстописац, музички аранжер популарне музике и позоришних луткарских представа, вокални солиста, редитељ луткарског позоришта.

## Биографија
Рођен је у Београду 1955. године. Средњу музичку школу завршио је у Сплиту. Дипломирани инжењер електронике. Запослио се у Сплиту, где је био тон мајстор у ХНК Сплит. Радио је и у Шибенику на Радио Шибенику као шеф технике.

## Каријера
Са компоновањем је почео 1974. године. Његове песме су извођене на разним фестивалима (Сплитски фестивал, Загребачки фестивал, Фестивал од срца до срца). Године 1980. објавио је сингл Она воли диско клуб. и 1981. сингл Каријера.
Од 1982. водио је групу Стил, чији је вокални солиста био до 1985. године. Објавили су албуме Путовање, Али, али, Никад није касно. Стил је постала најпопуларнија група у Југославији што их је довело на МЕСАМ 1984. године, а Сплит се поново нашао на најважнијој музичкој мапи. Група је била блиска Метку и Магазину, али није постигао већи успех и Лесић се посветио компоновању. У Стилу је свирао са Звонимиром Стипичићем и Жељком Маретићем, радијским комичарима, ауторима познатих реклама на Радио Сплиту.
Након више од деценије формира нови бенд ВИС Пацијетини, у којем је био вокални солиста, композитор и продуцент и 2000. године издаје албум. Од песама са албума снимљен је спот за песму Увијек нас гзузе они из ћузе. Сувласник је пулске фирме која организује Фестивал забавне музике Арена.
Продуцирао музику за многе истакнуте хрватске певаче и популарне музичке групе (Мери Цетинић, Метак, Мишо Ковач, Елио Писак, Душко Локин), а Лесићеве текстове, музику или аранжмане песама су изводили Мишо Ковач, Нови фосили, Ђурђица Барловић, Мило Хрнић, Тереза Кесовија, Миро Унгар, Ото Пестнер, Зорица Конџа, Маја Благдан, Теди Спалато, Тони Цетински, Душко Кулиш, Хелена Благне, Мики Јевремовић, Јадранка Стојаковић и др.
Радио је и у позоришту. Написао музику за представу Хрватског народног казалишта у Сплиту и сплитског Казалишта лутака. Године 2008. основао је уметничку организацију Продукција З, чији је руководилац. Продукција изводи интерактивне луткарске мјузикле за децу широм Хрватске. Представе су снимљене на ЦД-овима. Према подацима ДЗС-а, ова позоришна кућа је позориште са највећим бројем представа од свих позоришта у Хрватској.

## Дискофрафија

### Самостална
- 1980: Воли диско клуб
- 1981: Каријера

### Стил
- 1982: Путовање
- 1983: Али, али
- 1984: Никад није касно

### ВИС Пацијенти
- 2000: На запад [12]

## Награде и признања
Добитник је бројних награда на фестивалима хрватске забавне музике. Croatia Records му је доделила награду Златна птица за бројне продате дискове.